# Lycoperdon radicatum
Lycoperdon radicatum là một loài nấm puffball trong chi Lycoperdon. Loài này được miêu tả vào năm 1848 bởi nhà thực vật học người Pháp Michel Charles Durieu de Maisonneuve và Camille Montagne.